# Hendrik Lindepuu
Hendrik Lindepuu (ur. 11 listopada 1958 w Mõisaküla) – estoński tłumacz, dramaturg i wydawca polskiej literatury w Estonii.

## Życiorys
Po odbyciu służby wojskowej od 1979 roku pracował w zawodowej straży pożarnej w Viljandi, a także jako ślusarz. W 1981 roku ukończył liceum kształcące na odległość w Viljandi. Publikował w okręgowej gazecie Viljandi. W latach 1981–83 działał w Stowarzyszeniu Teatralnym i czasopiśmie Teater. Muusika. 
W latach 1991–1996 mieszkał razem z żoną w Finlandii. Podczas pobytu pracował jako bibliotekarz. Języka polskiego zaczął uczyć się samodzielnie, z podręcznika w 1984 roku. Od 2003 roku prowadzi on jednoosobowe wydawnictwo Hendrik Lindepuu Kirjastus. Do 2019 roku wydało ono 42 tłumaczenia polskiej literatury.

## Tłumaczenia
Do 2019 roku przełożył z języka polskiego na język estoński ponad 50 książek, 70 sztuk teatralnych i 10 tomów poezji. W tym utwory Witolda Gombrowicza, Zbigniewa Herberta, Czesława Miłosza, Sławomira Mrożka, Zofii Nałkowskiej, Bruno Schulza, Stanisława Ignacego Witkiewicza, Olgi Tokarczuk, Małgorzaty Rejmer, Witolda Szabłowskiego, Tadeusza Różewicza, Marcina Świetlickiego i innych. Pierwszym przetłumaczonym utworem była sztuka teatralna Żegnaj, Judaszu Ireneusza Iredyńskiego, która w 1988 roku została wystawiona na deskach teatru.

## Ordery i odznaczenia
- 2005 Złoty Krzyż Zasługi[7]
- 2009 Krzyż Kawalerski Orderu Zasługi Rzeczypospolitej Polskiej[8]
- 2023 Order Białej Gwiazdy V klasy[9]

## Nagrody
- 1994 Aleksander Kurtna nimeline auhind (Nagroda Aleksandra Kurtny) przyznana za tłumaczenie sztuki Tadeusza Różewicza Białe małżeństwo Valge abielu. Nagroda jest przyznawana za tłumaczenia sztuk, które w roku poprzedzającym zostały przetłumaczone i wystawione w teatrze[10]
- 1997 Nagroda im. Stanisława Ignacego Witkiewicza za propagowanie kultury polskiej za granicą[11]
- 1997 Nagroda literacka ZAiKS-u dla tłumaczy[12]
- 2009 estońska Nagroda Literacka Fundacji Kultury za przekład wierszy Tadeusza Różewicza[13]
- 2015 estońska Nagroda Państwowa w dziedzinie kultury i sztuki za osiągnięcia w 2014 roku[14]
- 2019 Nagroda Transatlantyk przyznana przez Instytut Książki. Otrzymują ją wybitni ambasadorzy literatury polskiej za granicą[13] Zwycięzca otrzymuje 10 000 euro[15]
- 2019 Nagroda im. Augusta Sangi za tłumaczenie wiersza Chłopka Anny Świrszczyńskiej z tomu Budując barykadę (Ma ehitasin barrikaadi). Nagroda jest przyznawana za tłumaczenie jednego wiersza, a laureat otrzymuje 2000 euro[16]